# Plampalacios
Plampalacios es un antiguo municipio de la comarca oscense del Sobrarbe en Aragón (España). Actualmente depende del ayuntamiento de Aínsa - Sobrarbe.
A orillas del Cinca y expropiado para la construcción del embalse de Mediano, Plampalacios es un montón de ruinas deshabitadas. Entre estos restos destaca la iglesia de San Bartolomé, del siglo XVI y la ermita, a 30 m del pueblo, de la Virgen del Llano, del siglo XVII.
- Datos: Q961638